# Material Girls
Material Girls ist eine US-amerikanische Jugendkomödie aus dem Jahr 2006. Hauptdarstellerinnen sind die Schauspielschwestern Hilary und Haylie Duff. Das Drehbuch schrieb John Quaintance und Regie führte Martha Coolidge.

## Handlung
In Material Girls geht es um die Schwestern Ava und Tanzie Marchetta, die die Erben einer Kosmetiklinie sind. Doch nachdem ihr Vater, der Leiter und Inhaber der Firma, stirbt, müssen die beiden verwöhnten Mädchen gemeinsam mit dem Geschäftsführer die Leitung übernehmen. Als plötzlich Skandale über das Unternehmen auftauchen, droht es bankrottzugehen. Ava und Tanzie müssen jetzt beweisen, dass diese Geschichten nicht wahr sind. Es geht für die Mädchen auch darum, sich auch ohne Geld in der Welt zu behaupten. Zum Schluss kommt heraus, dass der frühere beste Freund ihres Vaters und der jetzige Geschäftsführer Tommy Katzenbacher für die Skandale der Marchetta-Kosmetiklinie verantwortlich ist.

## Kritiken
„Leichtgewichtige Unterhaltung als Komödienvehikel für die schauspielenden Duff-Schwestern, das vermeintliche Bedürfnisse des jugendlichen Zielpublikums anspricht, diesem dabei aber jedes Maß an Reife und sozialen Durchblick abspricht.“

## Trivia
- Der Film wurde für die Olsenzwillinge geschrieben.
- Material Girls war der erste gemeinsame Auftritt der Duff-Schwestern.
- Die Katze von Henry wurde nach Clarence Darrow benannt, der der Anwalt von John Thomas Scopes im Scopes-Prozess war.
- Tanzie bricht in das Büro des neuen Geschäftsführers (ehemaliger Freund vom Vater) ein um die Wahrheit herauszufinden. Dabei ähnelt sie Erin Brockovich (dargestellt von Julia Roberts), aus dem Film Erin Brockovich, in Kleidung und Make-Up.

## Produktion
Der Film ist eine Koproduktion der Firmen Maverick Films, Rafter H Entertainment und Patriot Pictures. Die Filmproduktion begann am 18. April 2005 und die Dreharbeiten endeten am 4. August 2005. Am 31. März 2006 teilte Lukas Haas mit, dass für den Film keine Vertriebsfirma gefunden wurde. Sechs Tage später, am 6. April, teilte Box Office Mojo auf ihrer Internetseite mit, dass MGM die Rechte am Film aufkaufte und in 1500 Kinos vorführen ließ.
Am Startwochenende spielte der Film in den USA über 4 Millionen US-Dollar ein und bis zum 22. Oktober 2006 nur etwas über 11 Millionen.

## Veröffentlichungen
Der Film lief am 18. August 2006 in den US-amerikanischen Kinos an. Des Weiteren lief der Film am 14. September 2006 in Australien, 20. Oktober in Island, am 9. November in Singapur, 4. Dezember in Thailand und am 15. Dezember in Mexiko an. In den Niederlanden wurde der Film am 20. Februar 2007 direkt auf DVD veröffentlicht, sowie in Ungarn (17. April), Polen (19. April) und Deutschland (26. April 2007). Ebenfalls erschien Material Girls in Spanien (21. November 2007) und Argentinien (6. August 2008) sofort auf DVD.